# Yay!
Yay!（イェイ）とは、株式会社ナナメウエが運営する匿名性のSNSである。2020年1月1日より「すべての人に居場所を」をコンセプトに、「Yay!」がローンチされた。

## 特徴
Yay!の基盤的な機能は「ひま部」と同様で、主な違いは「対象ユーザー層の拡大」と「年齢確認の強制化」である。
基本的に全年齢向け（中学生以上）だが、ほとんどの機能を利用するには身分証明書の画像提出による年齢確認の手続きを行う必要がある。また、年齢確認済みユーザーでも機能が制限される場合がある。また「ひま部」のサービス終了後、同社はセキュリティ強化にも力を入れている。
必要な問い合わせに対応する運営アカウントが存在する。これは、アプリ内の設定、規約より運営アカウントが確認できる。また「English/Indonesian support」として多言語対応もしている。
インドネシアの日本語学校において、日本語の学習用途として推奨されることも多く、誰でも通話において「ドウモコンニチハインドネシアジンデス」のセリフで国際交流を図ろうとするケースもある。

## 歴史
- 2020/01/01 - Yay!を正式リリース[3]
- 2020/04/24 - 特定非営利活動法人BONDプロジェクトと協力して、孤立する10代から20代の若年層に向けた相談窓口をアプリ内に設置[4]
- 2020/06/19 - LGBT支援団体「にじーず」と協力し、LGBTや自分の性に悩む学生のための相談窓口をアプリ内に設置[5]
- 2020/12/15 - ユーザー数が200万人を突破[6]
- 2021/04/26 - 認定NPO法人D×Pが運営する「ユキサキチャット」と連携し、経済的不安を抱える15歳から25歳を対象とした相談窓口をアプリ内に設置[7]
- 2021/05/06 - ユーザー数が300万人を突破[8]
- 2021/05/12 - 特定非営利活動法人あなたのいばしょ運営する「あなたのいばしょチャット相談」と連携し、個人の悩みやDV、児童虐待などについての相談などができる窓口へのリンクをアプリ内に設置[9]
- 2022/04/06 - Yay!の運営会社ナナメウエが16億円の資金調達を完了[10]
- 2022/06/0１ - ゲームコミュニティLobi事業を譲受し、Yay!が国内最大級のゲームコミュニティと統合[11]
- 2022/08/05 - ゲームエイトと業務提携契約を締結[12]
- 2022/08/23 - 国内最大級の暗号資産取引所を運営する bitFlyerとIEOに向けて契約締結[13]
- 2022/08/23 -web3時代のバーチャルワールド「Yay!」の最新コンセプトムービーとブランドリニューアルを発表[14]
- 2023/01/24 - ユーザー数が650万人を突破 [15]

## 機能
- タイムラインや自分のプロフィールに投稿
- 個人チャット
- だれ通・だれビ (個別ではなく自由に参加きる通話やビデオ電話）
- 最大18名が入れるグループ通話
- ひまなう機能（誰とでもチャット可能）
- サークル機能
- レター（メッセージ機能、#いいねでレター）

## キャラクター

### アルパカ
アルパカはYay!のメインキャラクターであり、運営のことを指す。Yay!内にあるチャット機能のスタンプにも登場する。
- 駆け出しアルパカ（社長）
- ハピネスアルパカ(幸せ担当)
- インテリパカ（マーケティング担当）
- アンパカ（Android担当）
- 等

### ペンペンズ
アルパカの手伝いという設定であり、Yay!での安全な利用をサポートする。Yay!内のチャット機能のスタンプにも登場。様々な種類のペンギンが存在する。
- 茜ぺんぺん
- きゃりーぺんぺん
- パリピぺんぺん
- みずうみぺんぺん
- 等

## 各機関との連携

### 教育機関との連携

#### インターフェースデザインの共同研究プロジェクト
インターネットコミュニティにおける18歳未満のユーザに関するトラブルリスクを軽減させるために、東京大学大学院工学系研究科電気系工学専攻矢谷研究室と連携し、大規模な定量調査を通じて検証を実施。ACM CHI Conference on Human Factors in Computing Systems（CHI 2020）にてフルペーパーの論文として発表され約3000を超える論文の中から上位5%に与えられるCHI 2020の佳作「Honorable Mention」を受賞した。

#### トラブル抑制に向けた共同研究プロジェクト
トラブル防止のためのデータ分析及び、安全なインターネット利用を促進する仕組みづくりのために、東京大学大学院工学系研究科システム創成学専攻鳥海研究室と連携し、ユーザーの行動ログや投稿内容等のデータを元に検証を行った。

### 専門機関との連携
10代から20代の女性専用相談窓口の設置
自宅が精神的な拠トラブル防止のための対策
合言葉は「どしたん？大丈夫？話聞こか？」

### 年齢確認
Yay!では全ユーザーに対する年齢確認を実施しており歳の離れたユーザー同士はやりとりができない仕組みになっている。アプリ画面上で自分の年齢を数字で入力することにより確実な年齢認証を実現している。

### AIによるコンテンツの監視・他サービスID交換の禁止
Yay!ではソーシャルゲームを除く外部サービスのID交換を禁止しており投稿された場合は自動削除されている。また不適切なコンテンツの通報に対しては24時間以内の対応がされている。

### 捜査機関との連携
インターネット犯罪や被害発生の減少、新たな犯罪動向の把握のために、各都道府県警のサイバー犯罪対策課を中心に定期的な捜査協力を行っている。

### 社会への取り組み
児童が安心・安全にインターネットを利用できる環境の整備を目的として、ネット事業者からなる「青少年ネット利用環境整備協議会」を警察庁と協力して2017年7月に発足。
また、あらゆるソーシャルメディア上の課題への対策を強化するため、「青少年ネット利用環境整備協議会」を母体として、新たに「一般社団法人ソーシャルメディア利用環境整備機構（SMAJ）」を設立。